# Cyttopsinae
Die Cyttopsinae sind eine Unterfamilie der Parazenidae innerhalb der Petersfischartigen und umfassen drei von vier Arten der Familie (alle außer Parazen pacificus). Sie kommen im westlichen Atlantik und im westlichen und südöstlichen Pazifik über den Kontinentalabhängen in Tiefen von 140 bis 700 Metern vor.

## Merkmale
Arten der Cyttopsinae werden 7,8 bis 31 cm lang und besitzen, wie alle Petersfischartigen, einen hochrückigen, seitlich abgeflachten Körper, große Augen und zwei getrennte Rückenflossen. Die erste wird normalerweise von 6 bis 7, seltener von 8 Flossenstacheln gestützt. Die Brustflossen haben 13 bis 14, seltener 15 Weichstrahlen, die Bauchflossen, die unterhalb oder leicht vor den Brustflossen stehen, haben 9 Weichstrahlen. Der Körper ist mit kleinen Rundschuppen bedeckt. Größere, höckrige Schuppen finden sich entlang der Seitenmittellinie und zwischen Kehle und Anus. Schuppen fehlen entlang der Basis von Rücken- und Afterflosse. Die Anzahl der Wirbel liegt bei 32. Einige Neuralfortsätze sind anteriordorsal oder vertikal ausgerichtet. Eine Supraneurale (Praedorsale). Der untere Abschnitt des ersten Flossenträgers der Rückenflosse liegt vor der ersten Lücke zwischen den Neuralfortsätzen und hat Kontakt zum Neuralfortsatz des ersten Wirbels. Die äußeren Enden der Flossenträger von Rücken- und Afterflosse sind seitlich erweitert. Zwei Flossenträger der Afterflosse liegen vor dem ersten Hämalbogen, vier vor dem Hämalbogen des dritten Wirbels der Schwanzwirbelsäule.

## Systematik
Es gibt drei Arten in zwei Gattungen:
- Gattung Cyttopsis (Gill, 1862)
  - Cyttopsis cypho (Fowler, 1934)
  - Cyttopsis rosea (Lowe, 1843)
- Gattung Stethopristes (Gilbert, 1905)
  - Stethopristes eos (Gilbert, 1905)